# Partit de Ciutadans Lliures
El Partit de Ciutadans Lliures és un partit polític liberlandés amb seu a la ciutat de Liberland. El seu president és el polític Vít Jedlička que està al cap del partit des de la seva creació l'any 2009.
El partit PCL, és l'única formació política que hi ha dins del territori autoproclamat de Liberland i assumeix les principals funcions d'estat, aquest mateix partit és el que governa tot el país des de fa 5 anys.